# ジゴロ
ジゴロ（仏: gigolo）とは、女に養われている男（女から金を巻き上げて生活する男、女にたかって生活する男、女から巧みに援助を得る男など）のことをいう。古くはヂゴロと表記されていたこともあるほか、ヒモ、男妾、つばめ、スケコマシなどが類義語に当たる。

## 概説
gigoloはもともとフランス語の言葉・概念であり、それが他国でも流用されるようになった。フランス語辞書・ラルース百科事典ではgigoloについて「年上の女性（と付き合い、その女性）から援助を受けている、あるいはどのように生活を成り立たせているのかはっきりしない、若い男」といった解説がある。また、精選版 日本国語大辞典では「男子の職業ダンサー」を意味する旨が記されている。
CNRTL（フランス国立文字語彙資源センター）の辞書では「エレガントな（洗練された）若者で、どのように生きている（生活している）のか不明の者」といった説明になっている。「エレガント（洗練された）」という語が条件としてついているわけである。

### 日本におけるジゴロ
日本では大正時代の社交ダンスの輸入と共に有閑夫人を狙うジゴロが登場したとされる。特にダンス教師はダンスホールからの固定給が無く「大部分ジゴロと言われても文句のない存在」となっていたという話がある。

## 具体例
ジゴロの実例としては、例えば、塩野七生著の『人びとのかたち』（映画エッセー）には「ジゴロ」という章があり、ローマ大学の学生で化粧品会社のオーナーである女社長（塩野の友人）の援助を受けハーバード大学のロー・スクールに留学し、後に成功したジゴロのエピソードが紹介されている。
日本人で知られている例を挙げると、例えば、ソープランドがまだトルコ風呂と呼ばれていた頃、新宿のホストクラブ「愛」でナンバーワンホストだった伏見直樹は、独立して「ザ・ジゴロ」というホストクラブを経営し、「億の金を貢がせた男」としてマスコミに紹介されていた。にっかつで映画化されたこともある（1982年『実録色事師 ザ・ジゴロ』）。また、TBSテレビの番組『日本一』で、「ジゴロの日本一」として出演した（現在はジゴロを引退して、レトロ酒場を経営している）。